# Paradosso di Hausdorff
Il paradosso di Hausdorff è un apparente paradosso in matematica che prende il nome dall'omonimo matematico Felix Hausdorff, simile al paradosso di Banach-Tarski, che afferma quanto segue: data una sfera {\displaystyle {\mathbb {S} ^{2}}} (una sfera 2-dimensionale in {\displaystyle {\mathbb {R} ^{3}}}), se da essa viene rimosso un certo sottoinsieme numerabile, allora la parte rimanente può essere divisa in tre sottoinsiemi disgiunti {\displaystyle {A,B}} e {\displaystyle {C}} tali che {\displaystyle {A,B,C}} e {\displaystyle {B\cup C}} sono tutti e tre congruenti. In particolare, segue che sulla {\displaystyle {\mathbb {S} ^{2}}}-sfera non è possibile definire una misura additiva finita (cioè tale che assuma valori finiti) definita su tutti i sottoinsiemi in modo tale che la misura degli insiemi congruenti sia uguale (poiché questo implicherebbe che la misura di {\displaystyle {B\cup C}} sia simultaneamente {\displaystyle {\frac {1}{3}}} e {\displaystyle {\frac {2}{3}}} della misura totale dell'intera sfera).

## Descrizione
Il risultato fu pubblicato per la prima volta sui Matematische Annalen nel 1914, e nel libro di Hausdorff "Grundzüge der Mengenlehre" (Introduzione alla teoria degli insiemi) nello stesso anno. La dimostrazione del paradosso di Banach-Tarski fa uso delle idee di Hausdroff, ed entrambi si basano sull'uso dell'assioma della scelta. Questo risultato mostra che non esiste una misura finitamente additiva su una sfera, definibile su tutti i suoi sottoinsiemi, che sia uguale su sue parti congruenti (Hausdorff ha prima dimostrato il risultato più debole: non esiste una misura additiva numerabile definita su tutti i sottoinsiemi). La struttura del gruppo di rotazioni di una sfera {\displaystyle SO(3)} gioca qui un ruolo cruciale, poiché il risultato non vale sul piano o sulla retta: infatti, come è stato successivamente dimostrato da Banach, è possibile definire un'"area" per tutti i sottoinsiemi limitati del piano euclideo (così come una "lunghezza" per tutti i sottoinsiemi limitati della retta reale) in modo che sottoinsiemi congruenti abbiano stessa "area" (o "lunghezza", nel caso della retta). Questo implica che dati due sottoinsiemi aperti del piano euclideo (o della retta reale), se essi sono equiscomponibili, allora hanno stessa area (o lunghezza).

## Trattazione formale

### Teorema
Esiste una decomposizione della sfera unitaria {\displaystyle {\mathbb {S} ^{2}}} nello spazio euclideo {\displaystyle {\mathbb {R} ^{3}}} in quattro insiemi {\displaystyle {A,B,C,D}} disgiunti tale che {\displaystyle {A,B,C,B\cup C}} siano congruenti e {\displaystyle {D}} sia numerabile.

### Dimostrazione
Un ingrediente cruciale nella dimostrazione è l'assioma della scelta, poiché esso permette che {\displaystyle {A,B,C}} non siano insiemi costruibili.
La dimostrazione parte considerando l'insieme di tutti e soli i punti del cerchio unitario {\displaystyle \mathbb {S} ^{2}} e un'azione di gruppo {\displaystyle R} su di esso, costituito da tutte le possibili rotazioni razionali (cioè rotazioni di angoli che sono multipli razionali di {\displaystyle \pi }). {\displaystyle R} è numerabile (più precisamente, {\displaystyle R} è isomorfo a {\displaystyle \mathbb {Q} /\mathbb {Z} }), mentre {\displaystyle \mathbb {S} ^{2}} è non numerabile. Risulta quindi che {\displaystyle \mathbb {S} ^{2}} è divisibile in un insieme non numerabile di orbite di {\displaystyle R}. Usando l'assioma della scelta, possiamo scegliere un singolo punto da ciascuna orbita, ottenendo un sottoinsieme non numerabile {\displaystyle X\subset \mathbb {S} ^{2}}. Si costruiscono poi i sottoinsiemi {\displaystyle {A,B,C,D}} a partire da {\displaystyle X} usando azioni rotazionali di gruppo {\displaystyle r\in R}.
Il "paradosso" si ha quindi quando si tiene conto che si possono scegliere (tramite azioni di gruppo) sottoinsiemi non misurabili della sfera che apparentemente sono "un terzo" e "due terzi" di essa, e usando la congruenza geometrica come mezzo di confronto.